# Cmentarz Malvazinky
Cmentarz Malvazinky (cz. Hřbitov Malvazinky) – cmentarz położony w stolicy Czech w dzielnicy Praga 5 (Smíchov) przy ulicy U Smíchovského hřbitova.

## Historia
Cmentarz Malvazinky znajduje się we zachodniej części praskiej dzielnicy Smíchov, na obszarze dawnych winnic, które istniały na terenie dzisiejszej dzielnicy Malvazinky, tuż przy granicy z Radlicami. Zajmując powierzchnię 7,58 ha na której znajduje się 54 468 pochówków. Jest jednym z największych cmentarzy w Pradze. Został założony w 1876 roku, zaprojektowany przez Antonína Viktora Barvitiusa w miejscu gospodarstwa rolniczego należącego Tomáša Malvazego. Cmentarz został poświęcony 31 grudnia 1876 roku przez kanonika Vincenca Švehla. W tym też dniu odbył się na nim pierwszy pogrzeb.Na terenie cmentarza dominuje neoromański kościół św. Filipa i Jakuba zbudowany w latach 1894-1896 zbudowany według projektu Adolfa Duchona. Został on wpisany do rejestru zabytków. Początkowo miał powierzchnię 3,2 ha. Był dwukrotnie powiększany rozrastając się do  ponad 7 ha.  
Obok głównej bramy cmentarza znajduje się wczesnobarokowa kolumna z zegarem słonecznym z 1675 roku. 
22 grudnia 1964 roku cmentarz został wpisany do rejestru zabytków pod numerem Nr 1-1413. Ochrona została przedłużona w 1989 roku decyzją numer 13209/1989. 
- Karel Gott - piosenkarz, malarz[4]
- Antonín Novotný - prezydent Czechosłowacji;
- Jakub Arbes - prozaik, krytyk i dziennikarz;
- Ladislav Klíma - pisarz i filozof;
- Egon Bondy - pisarz, poeta, prozaik i filozof;
- Jiří Karásek - pisarz i poeta;
- Eman Fiala - aktor i kompozytor;
- Jan Janský - lekarz neurolog i psychiatra, pionier serologii;
- Ondřej Sekora - dziennikarz, ilustrator i pisarz;
- František Veselý - piłkarz;
- Milan Hlavsa - wokalista, basista i kompozytor.